# Roelof Frankot
Roelof Frankot (Meppel, 25 oktober 1911 - Heeten, 1 december 1984) was een Nederlands schilder en fotograaf.
Frankot was opgeleid tot fotograaf, maar in 1930 begon hij te schilderen. Later vertoonden zijn schilderijen een sterke verwantschap met het werk van kunstenaars van CoBrA. In zijn schilderijen is sprake van eenzelfde spontaniteit en hij gebruikte vergelijkbaar felle kleuren. Hij werkte met olieverf. Hij publiceerde zijn werk vaak in combinatie met korte, zelfgeschreven gedichten.
Frankot nam met zijn werk deel aan een groot aantal tentoonstellingen in Europa, de Verenigde Staten en Latijns-Amerika.
In 1941 trouwde hij met schilderes Stien Eelsingh. Ze vestigden zich een jaar later in een boerderij in Staphorst en ze kregen één dochter. Frankot stierf op 73-jarige leeftijd ten gevolge van kanker. Hij was de stiefvader van Micky Hoogendijk.

## Tentoonstelling
Werk van Frankot is in de volgende musea en instellingen tentoongesteld:
- Stedelijk Museum, Amsterdam
- Haag Britto Collection, Brasilia
- Dansk Arkitekt- & Ingeniørkontor, Silkeborg, DK
- Niepoort & Co., Aarhus, DK
- Århus Universitet, Aarhus, DK
- Drents Museum, Assen
- Kunstmuseum Den Haag